# SN 2009hc
SN 2009hc – supernowa typu Ia odkryta 23 kwietnia 2009 roku w galaktyce A225026+1054. W momencie odkrycia miała maksymalną jasność 23,00m.